# Kvarteret Svalgången

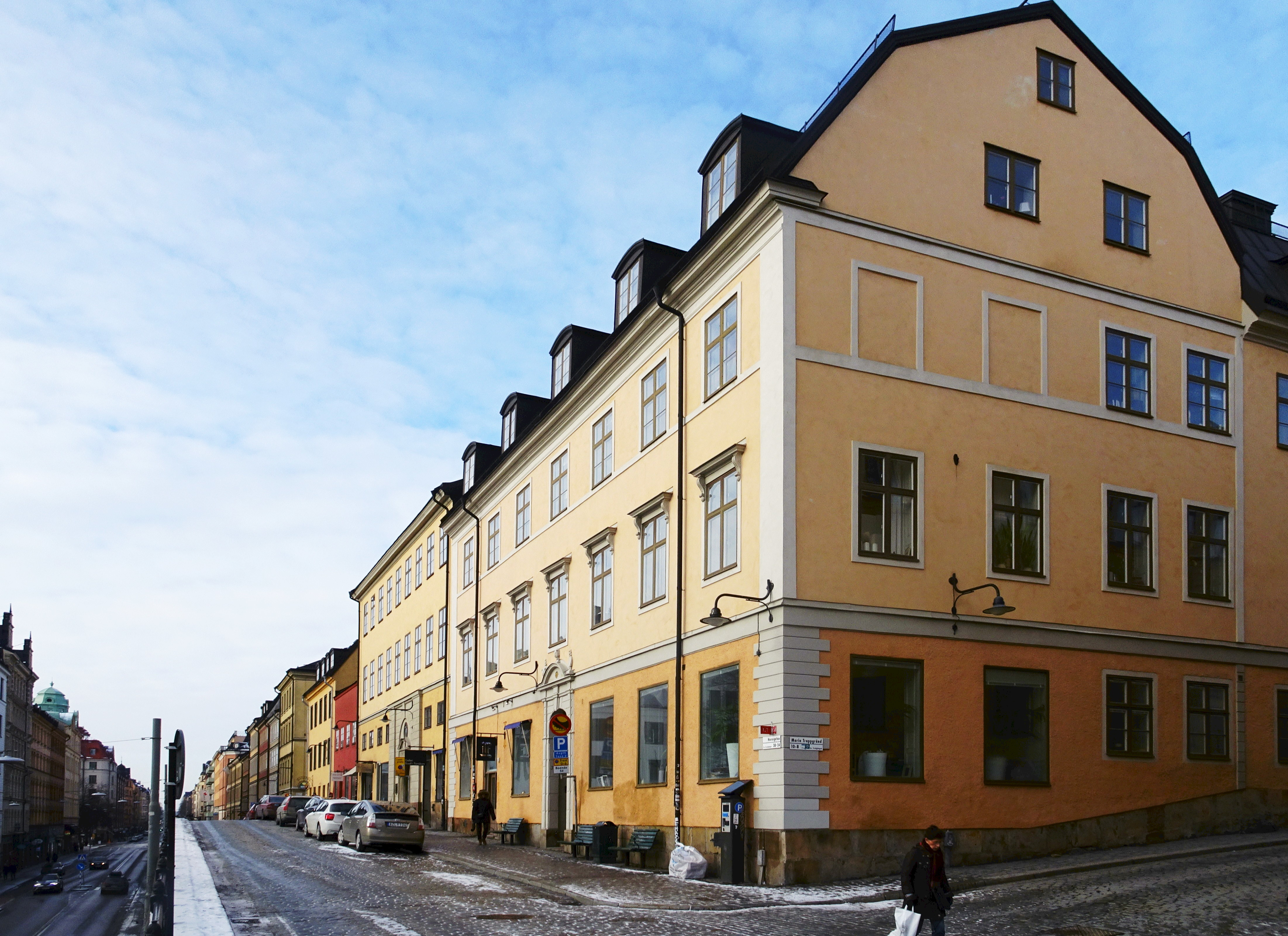
Hornsgatspuckeln med kvarteret Svalgången mot väster, 2018.

Kvarteret Svalgången (före detta Flygaren) ligger inom kulturreservatet Mariaberget östra på Södermalm i Stockholm. Kvarteret sträcker sig längs med Hornsgatspuckeln med dess historiska bebyggelse, huvudsakligen från 1700-talet. Svalgångens historiska bebyggelse är, tillsammans med den i Ormen mindre och Stenbocken, ett omistligt inslag i den lokala stadsbilden vid Hornsgatans nordöstra del. Husen är blåklassade av Stadsmuseet i Stockholm, vilket innebär att de besitter "synnerligen höga kulturhistoriska värden" motsvarande fordringarna för byggnadsminnen. I kvarteret bor enbart konstnärer och deras anhöriga sedan husen renoverades på 1970-talet, det är Stiftelsen Konstnärshem som upplåter ett 50-tal bostäder till äldre och behövande konstnärer.

## Kvarteret
Kvarteret skapades i samband med regleringen av Södermalm som tog sin början på 1640-talet. Då utlades en rutnätsplan över Södermalms nordvästra del (se Stadsplanering i Stockholm). Upphovsmannen var troligen stadsingenjören Anders Torstensson. På hans regleringsplan syns rektangulära kvarter längs Hornsgatan. Norr om Maria kyrka framgår dagens Svalgången och Stenbocken som fortfarande var ett stort sammanhängande kvarter. På Torstenssons stadsplan framgår även det äldre "vildvuxna" vägnätet där flera vägar går diagonalt över kvarteret.
Kvarteret Svalgången begränsas i söder av Hornsgatan (vid Hornsgatspuckeln), i öster av Maria trappgränd, i norr av Brännkyrkagatan och i väster av Bellmansgatan. I väster ansluter kvarteret Ormen mindre och i öster Stenbocken. Svalgången består idag av två bebyggda fastigheter: 6 och 7. Svalgången 4 är parkmark. Ett äldre kvartersnamn var Flygaren som är omnämnt 1679 i Holms tomtbok, då bestod kvarteret av åtta tomter. Från sekelskiftet 1900 och därefter användes istället Svalgången, troligen för att undvika förväxling med kvarteret Flygaren vid Sveavägen 72–80 i Vasastaden. En svalgång är en sorts öppen gång utanpå en huskropp, till exempel framför övre botten i en loftbod.

Kvarteren Svalgången och Stenbocken genom tiden
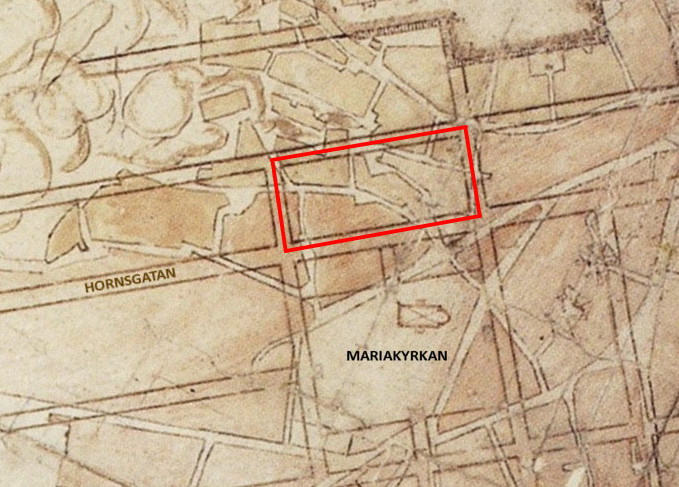
Anders Torstensson regleringsplan 1641.
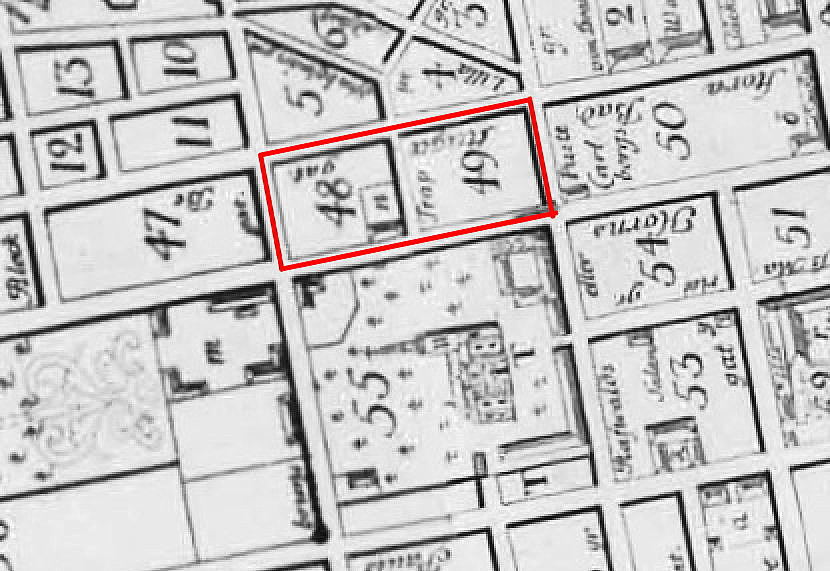
Petrus Tillaeus karta 1733.
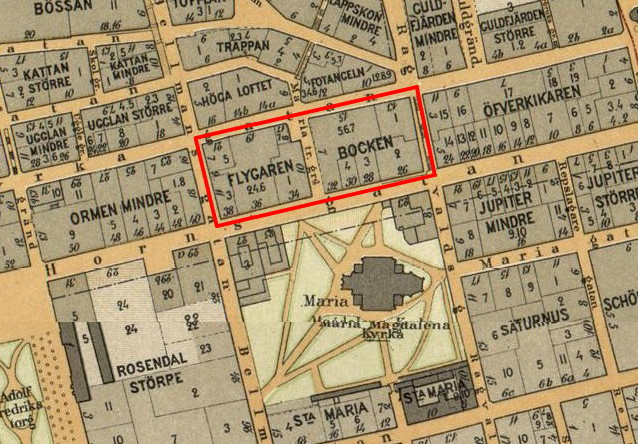
Alfred Bentzers karta 1899.
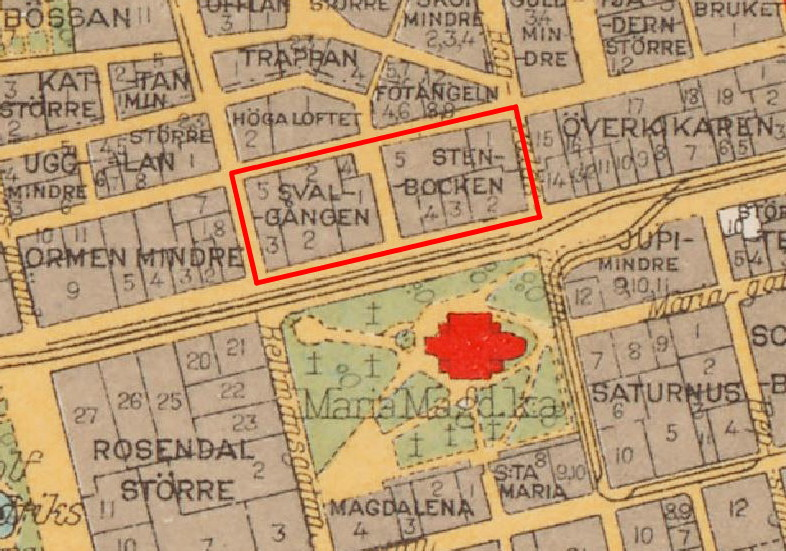
Ur "Stockholms stad med omnejd" 1920-tal.

## Bebyggelsen, allmänt

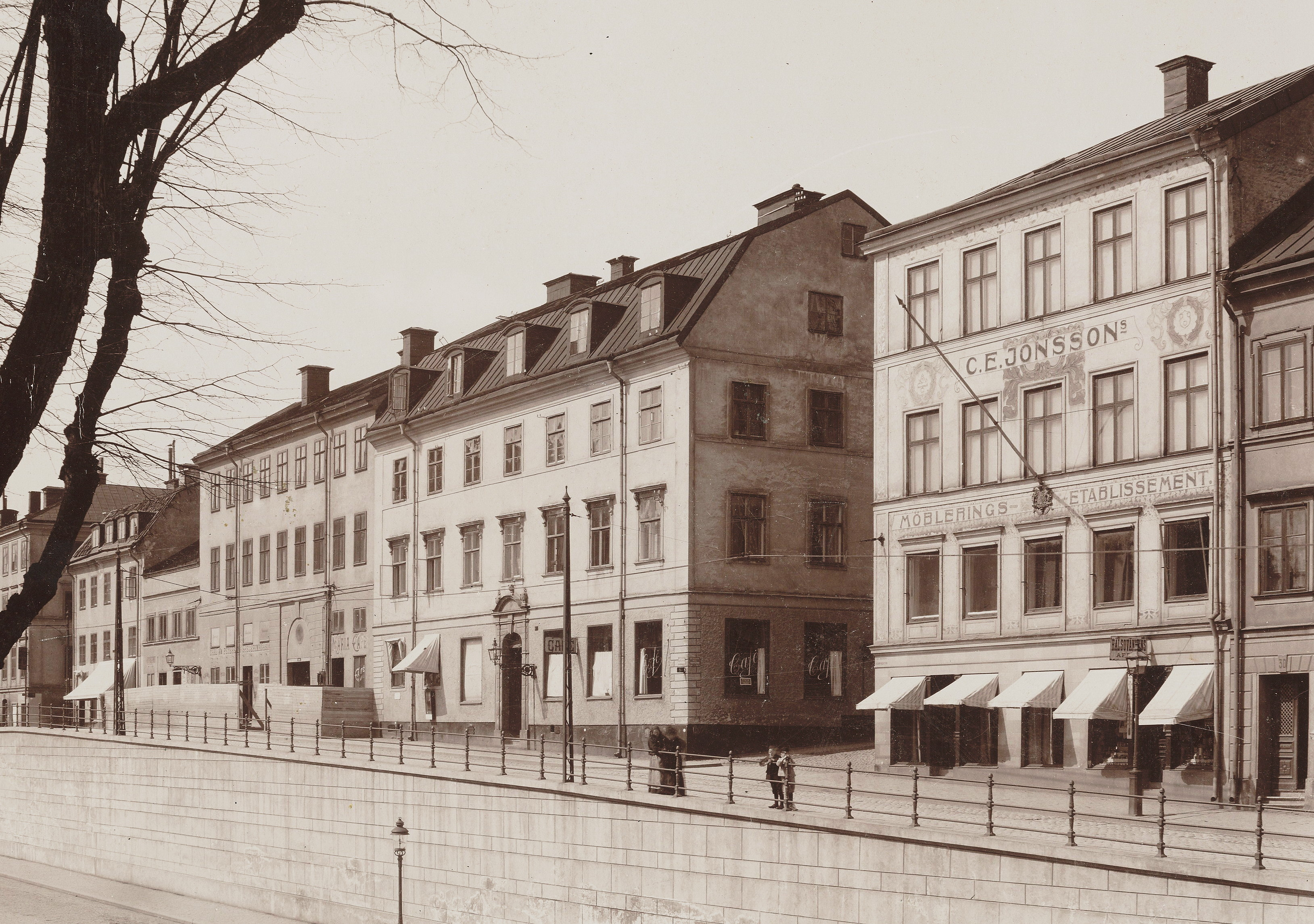
Svalgången i mitten, till höger syns en del av kvarteret Stenbocken, 1907.

Liksom i grannkvarteren byggdes husen i kvarteret Svalgången huvudsakligen efter Mariabranden 1759 som förstörde omkring 300 byggnader i Maria kyrkas omgivningar. Byggherrarna var ofta framgångsrika näringsidkare och välbärgade borgare som både bodde och drev sin verksamhet här. Husen ritades av kända murmästare som även var dåtidens byggmästare med arkitektansvar, bland dem märks Johan Wilhelm Henric Elies, Petrus Serén och Johan Wilhelm Friese.
Bebyggelsen utgörs idag av ett tiotal hus vilket illustrerar att kvarteret ursprungligen bestod av flera mindre tomter. Efter Mariabranden etablerade sig här bland annat sockerbruk, verkstäder, textilfabrik, kappfabrik och en skola. Byggnaderna har till stor del bevarade planlösningar och rikt påkostade inredningar från 1700- och 1800-talen.  
Kring sekelskiftet 1900 breddades och sänktes Hornsgatans södra sida vid Mariakyrkan. Det fanns även planer på att bredda och sänka gatans norra sida. Planerna ledde till osäkerhet bland fastighetsägarna som inte vågade investera i sina hus och en förfallsperiod inleddes. På 1940- och 1960-talet förvärvades Svalgångens byggnader av Stockholms stad med avsikt att riva dem. Men planerna förhindrades och Hornsgatspuckeln med sin historiska bebyggelse fick vara kvar. Under 1970-talet genomfördes en varsam upprustning av husen som leddes av Stockholms stads fastighetskontors arkitekt- och byggnadsavdelning i samråd med Stockholms stadsmuseum.

## Kvarterets byggnader

### Hornsgatan 34 / Maria trappgränd 10 (J.A. Göthes hus)

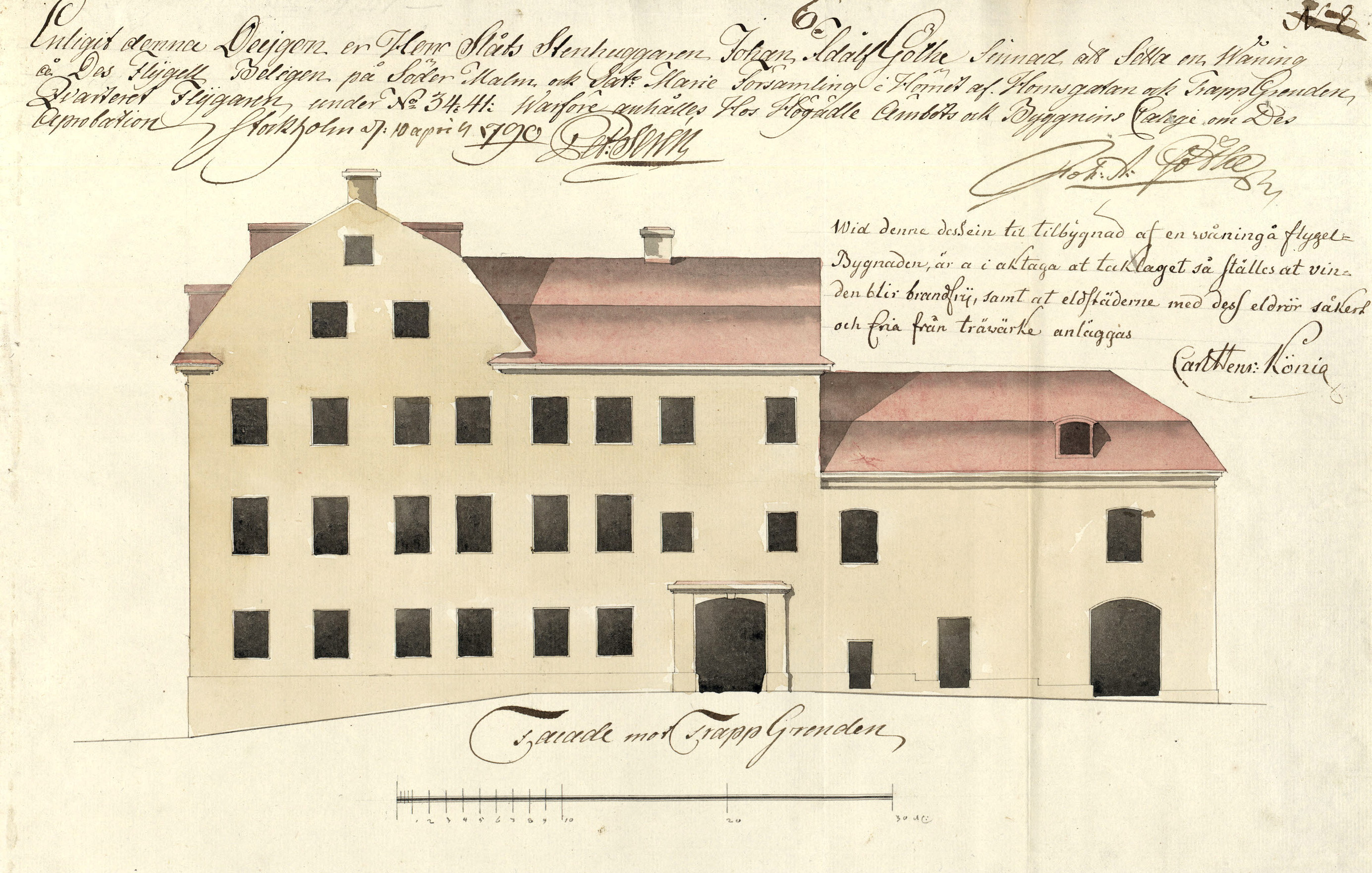
J.A. Göthes hus, ritning, 1790.

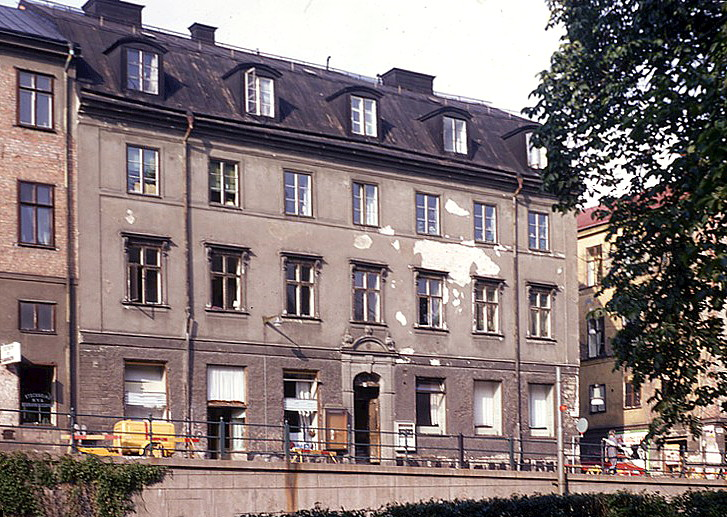
Hornsgatan 34 före renoveringen, 1967.

Hörnhuset Hornsgatan / Maria trappgränd var ursprungligen en egen fastighet som hette Flygaren 1. Huvudbyggnaden mot Hornsgatan uppfördes 1668 för handelsmannen från Holland, Hindrich Insen. Årtalet återfinns över entréporten. Hans tomt framgår 1679 av Holms tomtbok. Enligt en beskrivning från 1746 bestod huset mot Hornsgatan av tre våningar och välvd portgång. I bottenvåningen fanns en sal, fyra kammare och kök. Den andra och tredje våningen hade två salar, fem kammare, ett kök och en förstuga. Byggnaden mot Maria trappgränd hade vagnshus i bottenvåningen och tre kammare ovanför. Dessutom fanns på gården bagarstuga, vedbodar, kolbodar, hönshus och stall.
Hindrich Insens hus klarade Mariabranden till stora delar. Taket och inredningar fick repareras. År 1763 uppfördes ytterligare en husdel vid Maria trappgränd. Den inrymde bagarstuga, magasin och vedbod samt kammare. 1775 ägdes fastigheten Flygaren 1 av stenhuggaråldermannen Johan Petter Blom, han ägde även två hus i närbelägna kvarteret Ugglan (se Johan Petter Bloms hus). Blom anlitade den kände murarmästaren Johan Wilhelm Henric Elies som genomförde en omfattande ombyggnad av fastigheten. 
År 1790 köptes egendomen av slottsstenhuggaren J.A. Göthe, som lät ytterligare modernisera fastigheten, denna gång efter ritningar av slottsmurmästaren Petrus Serén. Göthe hade sin verkstad i den norra flygeln och efter honom kallas byggnaden även J.A. Göthes hus. Fastigheten förvärvades sedermera av sadelmakaren Jacob Fagerberg från Göthes arvingar. Mellan 1880 och 1886 låg här den Lychouska skolan med småskola och elementarskola för flickor. Hornsgatan 34 förvärvades av Stockholms stad 1941.

### Hornsgatan 36A, 36B

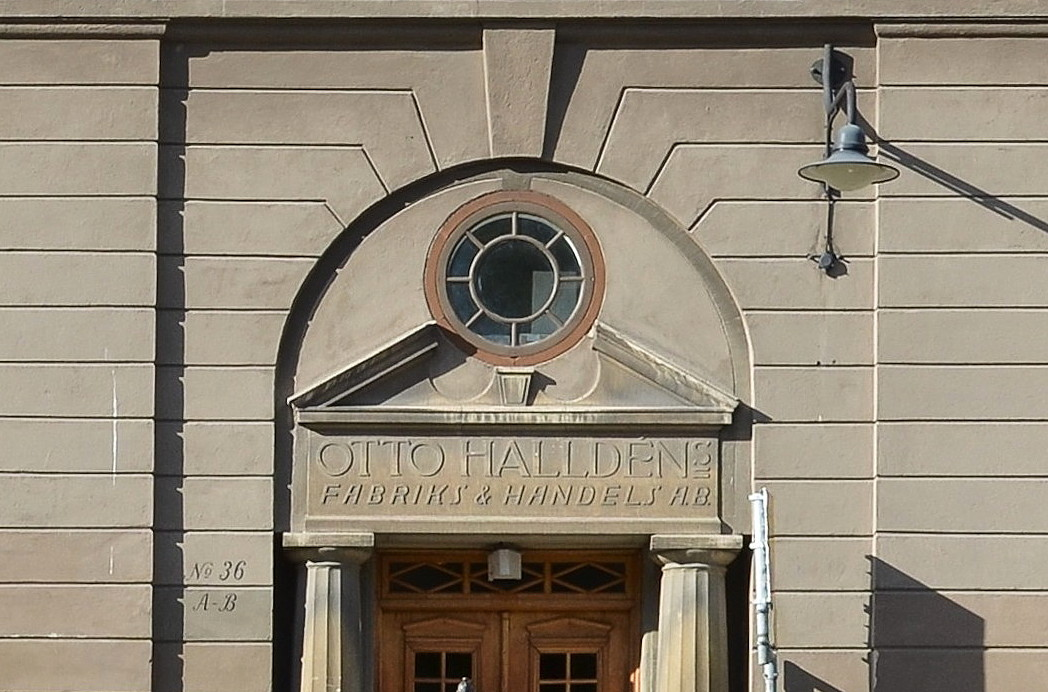
Elies kraftfulla portal från 1781 med komplettering från 1920-talet.

Liksom Hornsgatan 34 var även Hornsgatan 36 en egen fastighet. Här fanns före Mariabranden 1759 ett tvåvånings stenhus på gården och en träbyggnad mot gatan. Troligen brann båda byggnaderna ner eftersom brandkontoret utbetalade en skadeersättning om 13 884 riksdaler kopparmynt. År 1778 lades fastigheterna samman av sockerbruksidkaren Petter Gödecke som förvärvat egendomarna sex år tidigare. År 1781 lät han uppföra ett nytt hus i tre våningar mot Hornsgatan. För ritningar och utförandet stod murarmästaren Johan Wilhelm Henric Elies. Den kraftfulla portalen mot Hornsgatan som Elies ritade finns fortfarande bevarad. Till höger om entréporten hade Gödecke sitt sockerkokeri. Verksamheten flyttades 1797 till en nyuppförd industribyggnad vid Besvärsbacken (nuvarande Brännkyrkagatan). 
På 1920-talet fick portgången och portalen mot Hornsgatan en nyklassicistisk prägel med två kolonner i dorisk ordning. Som framgår av inskriptionen över porten hade då Otto Halldéns Handels & Fabriks AB sin fabrik i huset. Företagets verksamhet bestod av manufaktur för textil och damkonfektion och fanns kvar fram till 1961.
Det något lägre, rödputsade huset till vänster om Hornsgatan 36 var ursprungligen en stallbyggnad som 1806 gestaltades och byggdes av slottsmurmästaren Petrus Serén. Huset fick 1875 sin nuvarande utformning med bostäder i övervåningen och butikslokaler i bottenvåningen. Hornsgatan 36 förvärvades av staden 1944.

### Hornsgatan 38

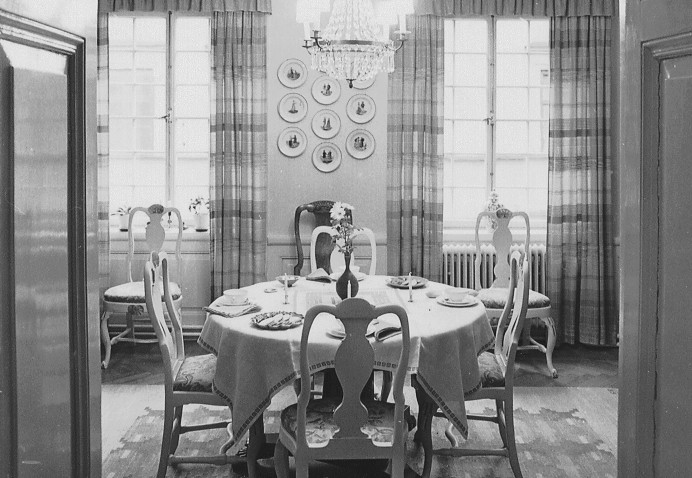
Matrum, Hornsgatan 38, våning 2 trappor, 1966.

På 1730-talet uppfördes här ett stenhus i tre våningar för kryddhandlaren Petter Lindell. Hans byggnad brandskadades i Mariabranden 1759. Troligen var det en totalskada eftersom Lindell ansökte om och beviljades tillstånd att på nytt låta uppföra ett trevåningshus, delvis på de gamla murarna.
År 1778 förvärvades egendomen av kopparslagaren Jacob Friedrichsson som år 1791 lät bygga till huset längs Bellmansgatan med en vinkelbyggd flygel vid den dåvarande norra tomtgränsen. Bebyggelsen stod under många år relativt oförändrad. Först på 1900-talet genomfördes en del förändringar, bland annat inreddes butiker mot Bellmansgatan, gården överbyggdes och en ny ingångsport från Hornsgatan anordnades. Fastigheten köptes 1941 av Stockholms stad.

### Bellmansgatan 7 / Brännkyrkagatan 21
Från 1676 och till 1741 bodde en hattmakarfamilj på hörntomten som var bebyggd med ett stenhus och ett större trähus. Nästa ägare var spannmålshandlaren Lars Kiellbeck som lät bygga ett stenhus på gårdens norra sida. Även Kiellbecks gård drabbades av Mariabranden och på den återstående grunden lät han uppföra ett nytt stenhus i två våningar med inredd vind. Huset ritades och byggdes av murarmästaren Johan Wilhelm Henric Elies som även anlitades för flera andra bygguppdrag i kvarteret. I bottenvåningen anordnades bland annat bagarstuga, handelsbod i hörnet, vedrum, stall och mälteriets kölna. På övre våningsplanet fanns tio rum för olika ändamål och på vinden förvarades spannmålen. 
Fastigheten vandrade sedan genom flera händer. 1861 ägdes hörnhuset av mamsell Elisabeth Maria Enequist som lät utföra några exteriöra förändringar och dagens utseende skapades. Under slutet av 1800-talet och början av 1900-talet byggdes några av husets lokaler om till bostäder. Fastigheten köptes 1961 av Stockholms stad.

### Brännkyrkagatan 19

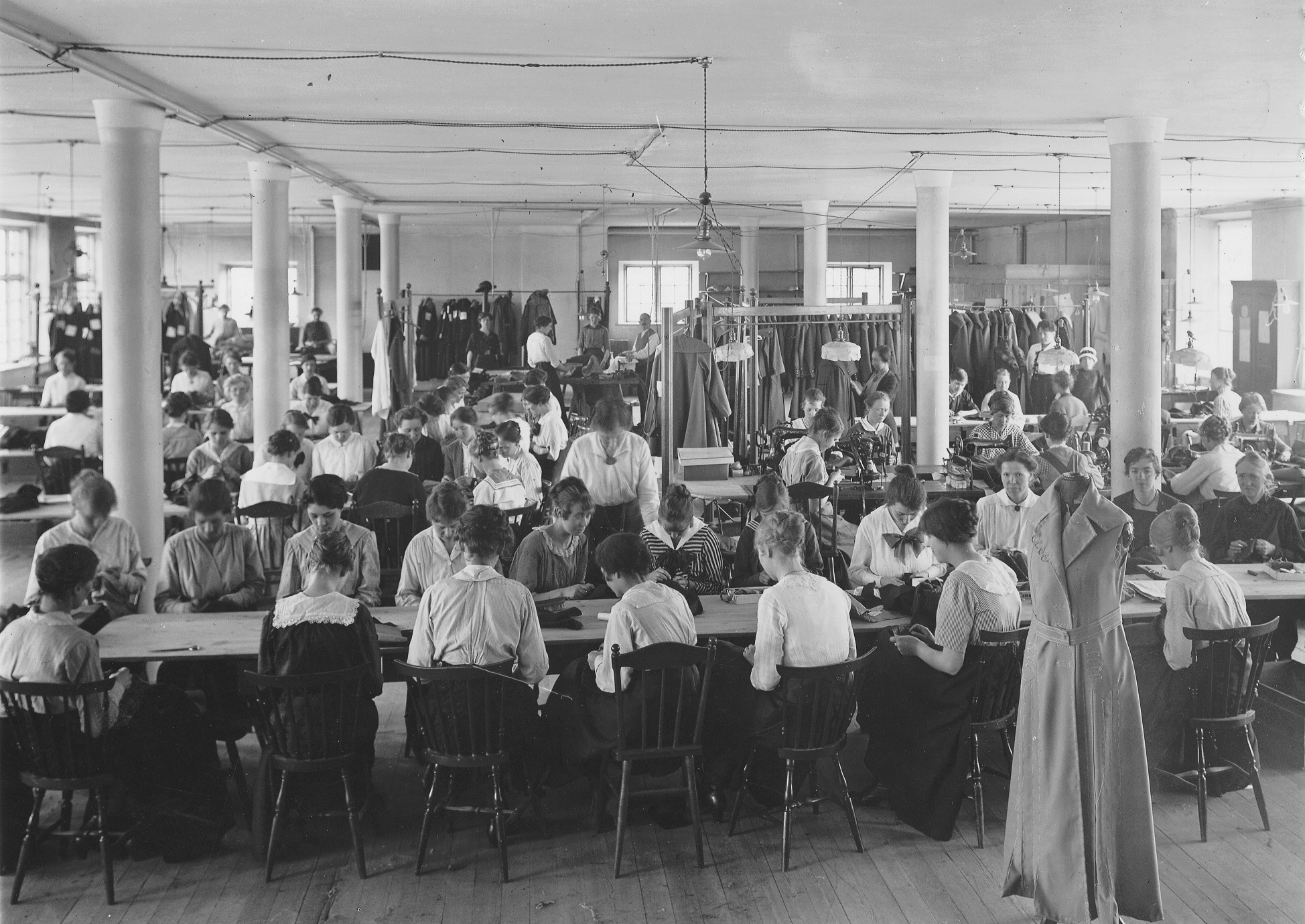
Elis Fischers kappfabrik, 1922.

Det tidigare industrihuset med adress Brännkyrkagatan 19 motsvarar fastigheten Svalgången 6 och är det enda i kvarteret som ersattes 1980 av en nybyggnad. Från början låg här Petter Gödeckes sockerbruk. Han flyttade på 1770-talet från Hannover till Stockholm och började driva sockerbruksverksamhet i kvarteret. Företaget växte och 1782 låg Gödeckes sockerbruk på plats sex av stadens tolv sockerbruk. 
Under sonen Jacob uppfördes 1797 en för verksamheten specialritad industribyggnad i fem våningar efter ritningar av slottmurmästaren Petrus Serén. På 1800-talet ägdes Svalgången 6 av grosshandlare och sockerbruksidkare. År 1905 genomfördes en större ombyggnad. På 1920-talet nyttjades lokalerna av AB Fischers kappfabrik som hade specialiserat sig på tillverkning av damkappor, dräkter och kjolar. På 1960-talet fanns bland annat ateljéer för Gerlesborgsskolan i huset.
Den gamla industribyggnaden förföll med tiden och var på 1970-talet i så dåligt skick att den måste ersättas av en nybyggnad. Ägare var Stockholms stad och Stiftelsen Konstnärshem fick disponera lokalerna för bostäder och ateljéer och finns fortfarande på denna adress. AB Stadsholmen var beställare och för ritningarna stod AB Svenska Bostäders arkitektkontor. Nybygget fick utåt Brännkyrkagatan ungefär samma proportioner och utseende som det rivna huset, men mot gården blev det en modern skapelse med indragna balkonger och utsikt över en generös innergård med en fontän skapad av Ebba Hedqvist.
År 2016 uppsatte Stiftelsen Konstnärshem en minnestavla i brons vid entrén Hornsgatan 36. Minnestavlan skapades av Batte Sahlin och hedrar Ebba Hedqvist, stiftelsens grundare. Konstverket heter Ebba Flyger, titeln anspelar på kvarterets äldre namn: Flygaren.

### Svalgångens byggnader (urval)

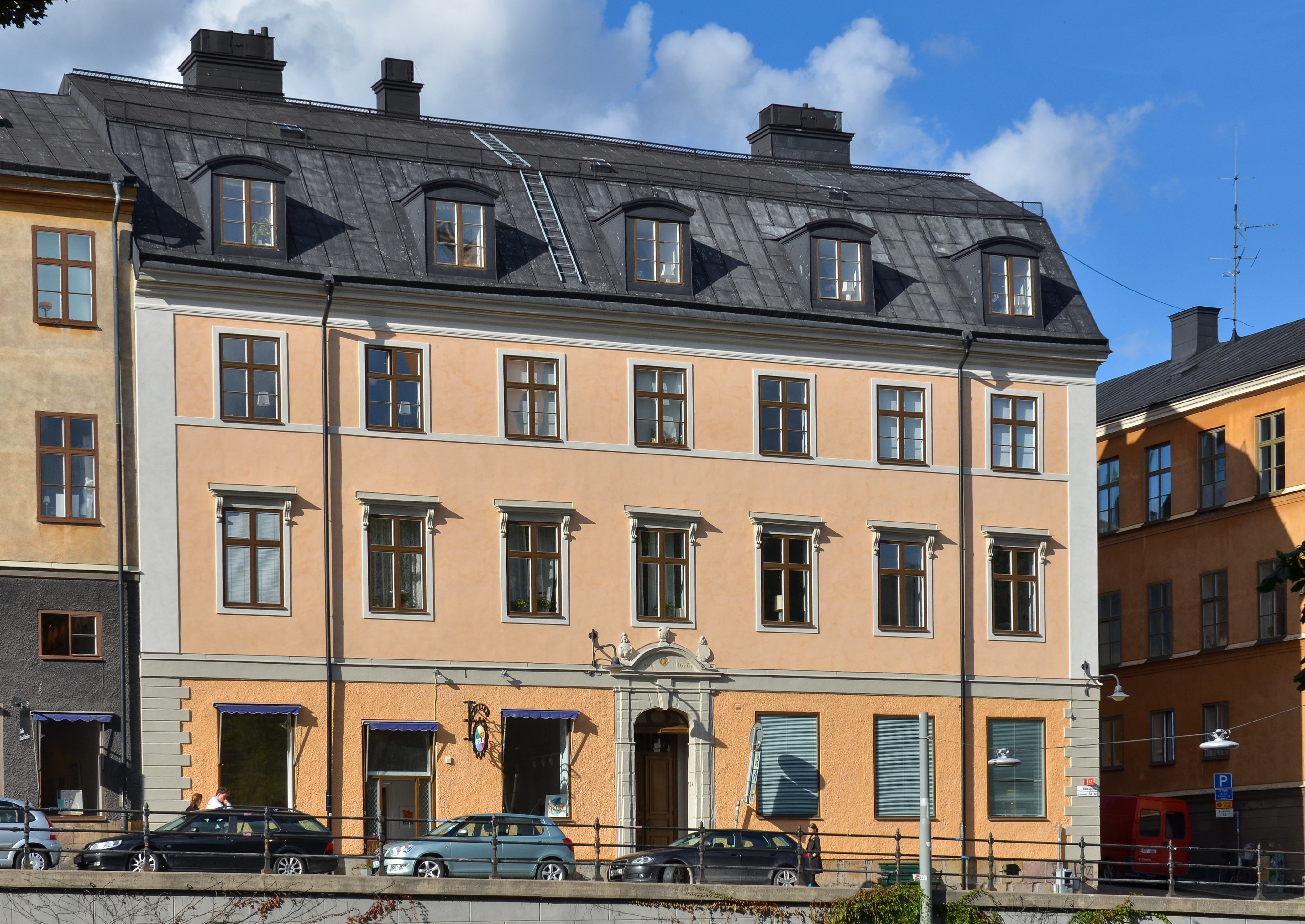
Hornsgatan 34.
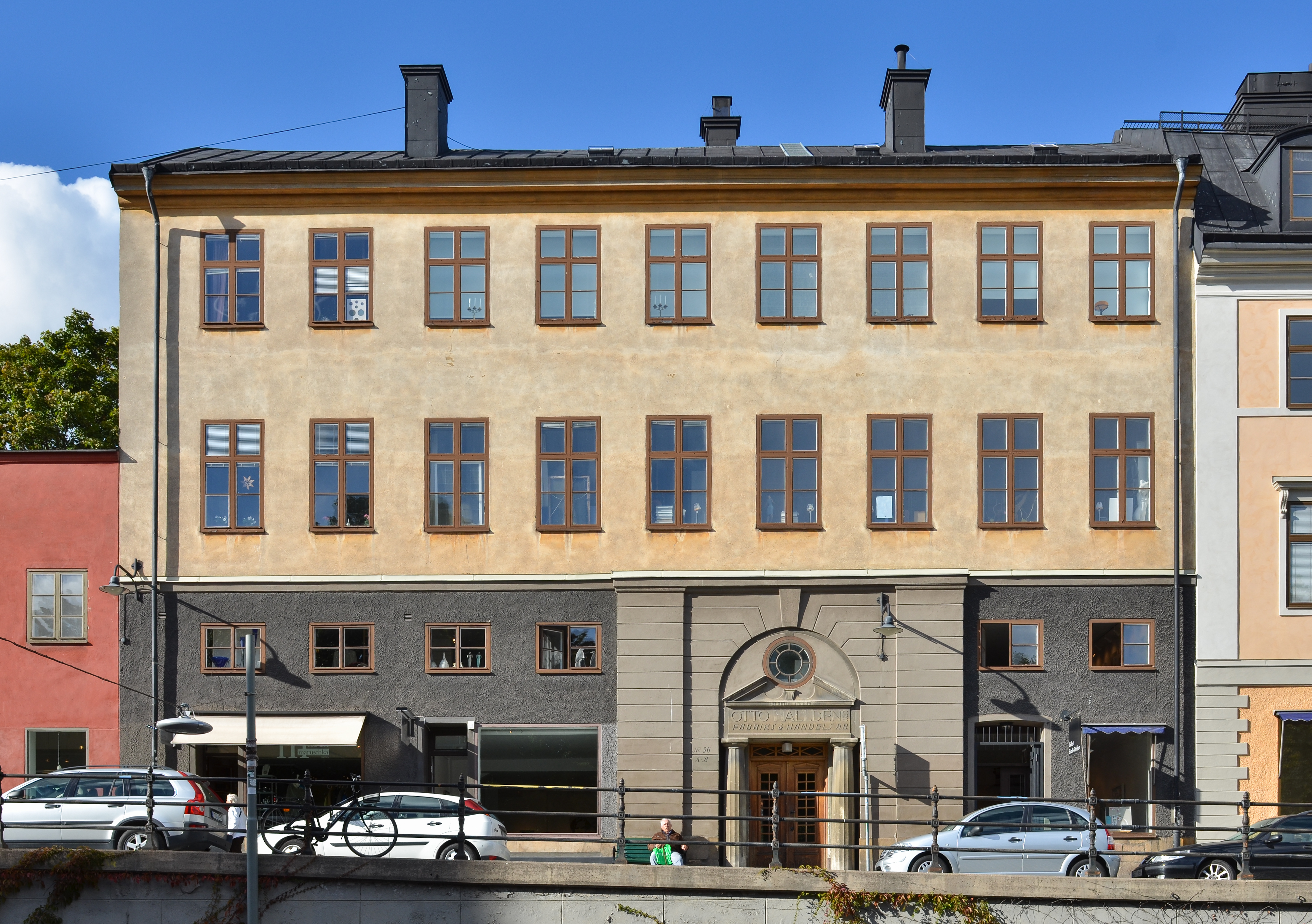
Hornsgatan 36A, B.
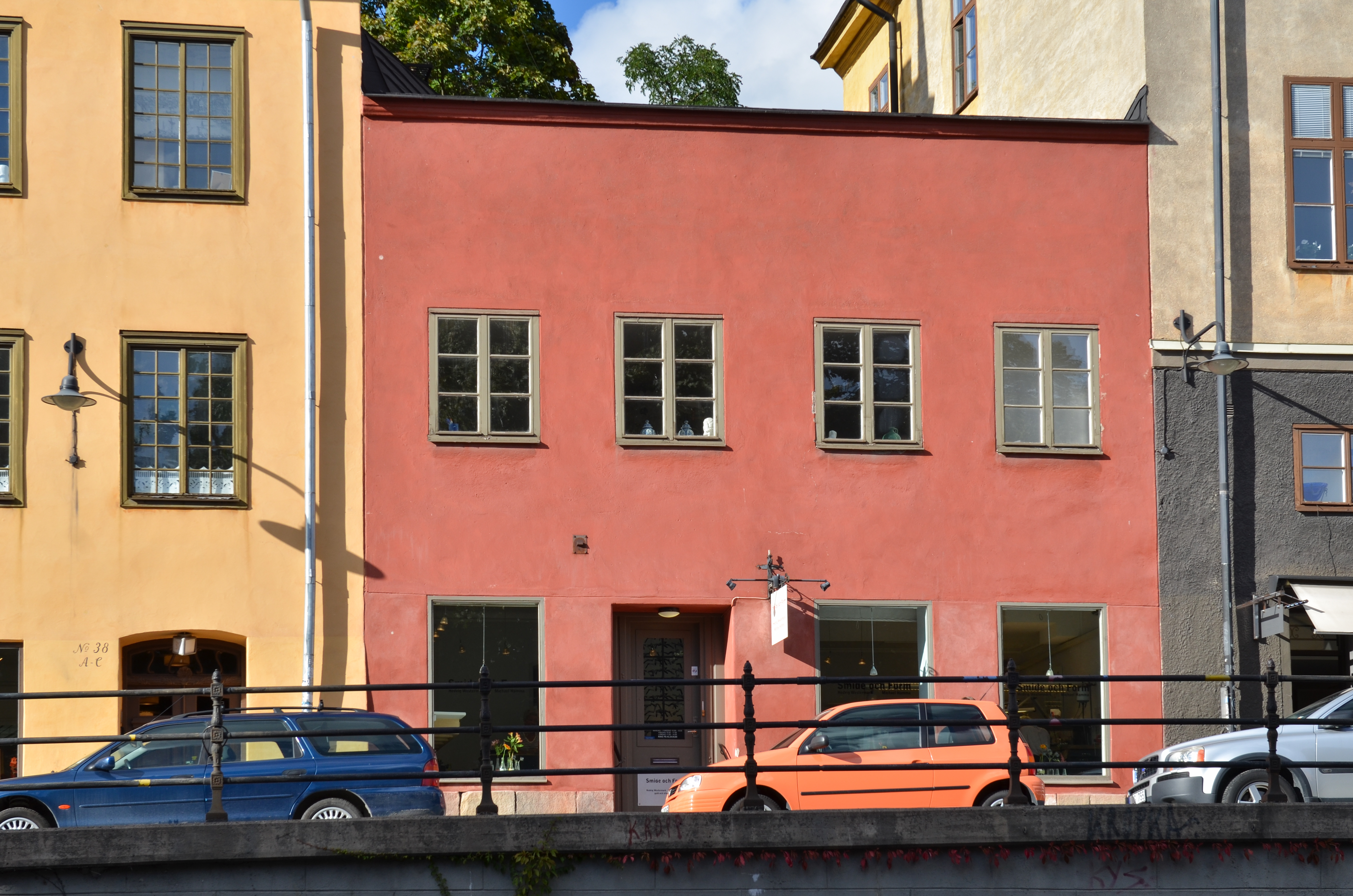
Hornsgatan 36C.
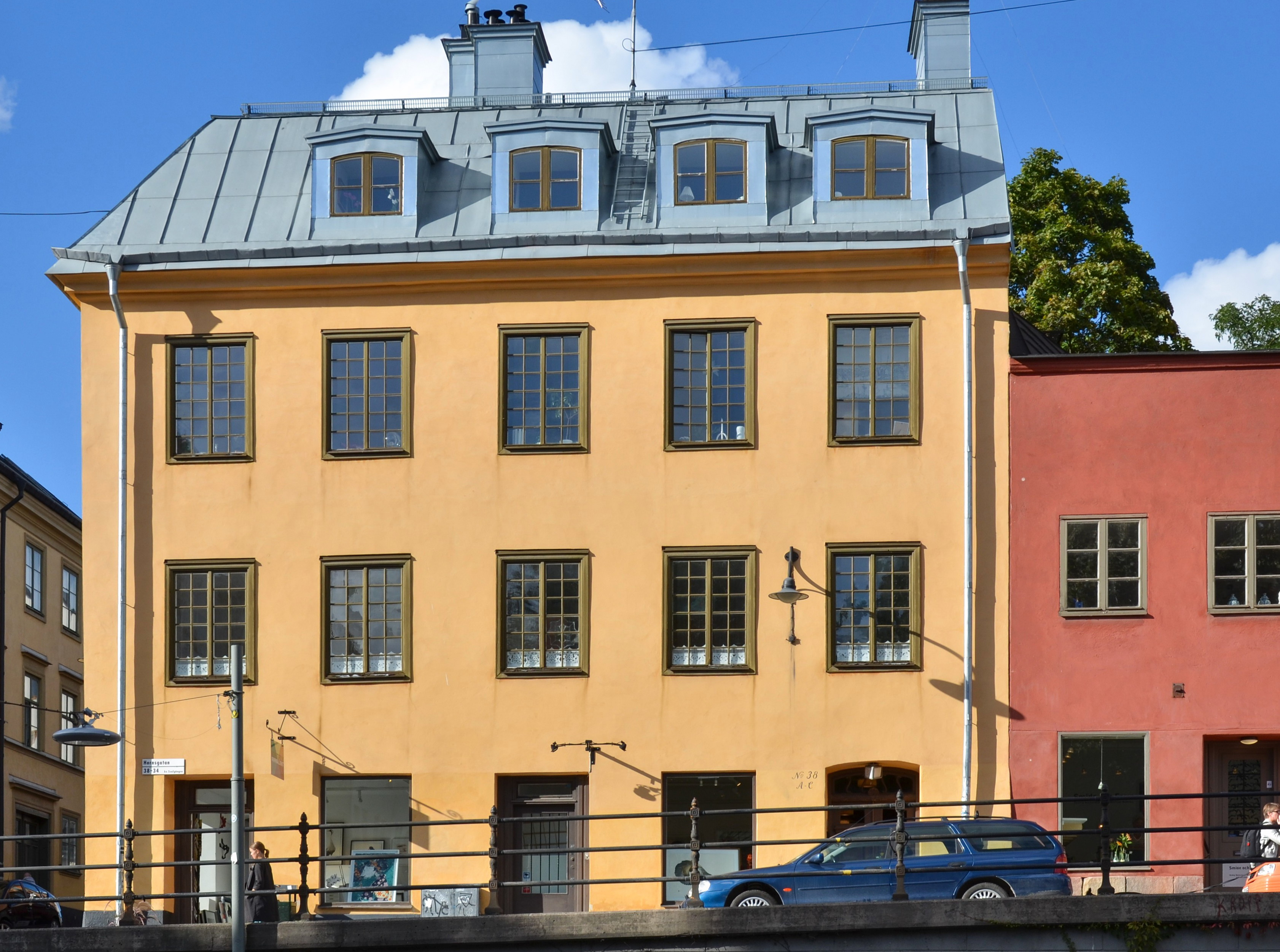
Hornsgatan 38.
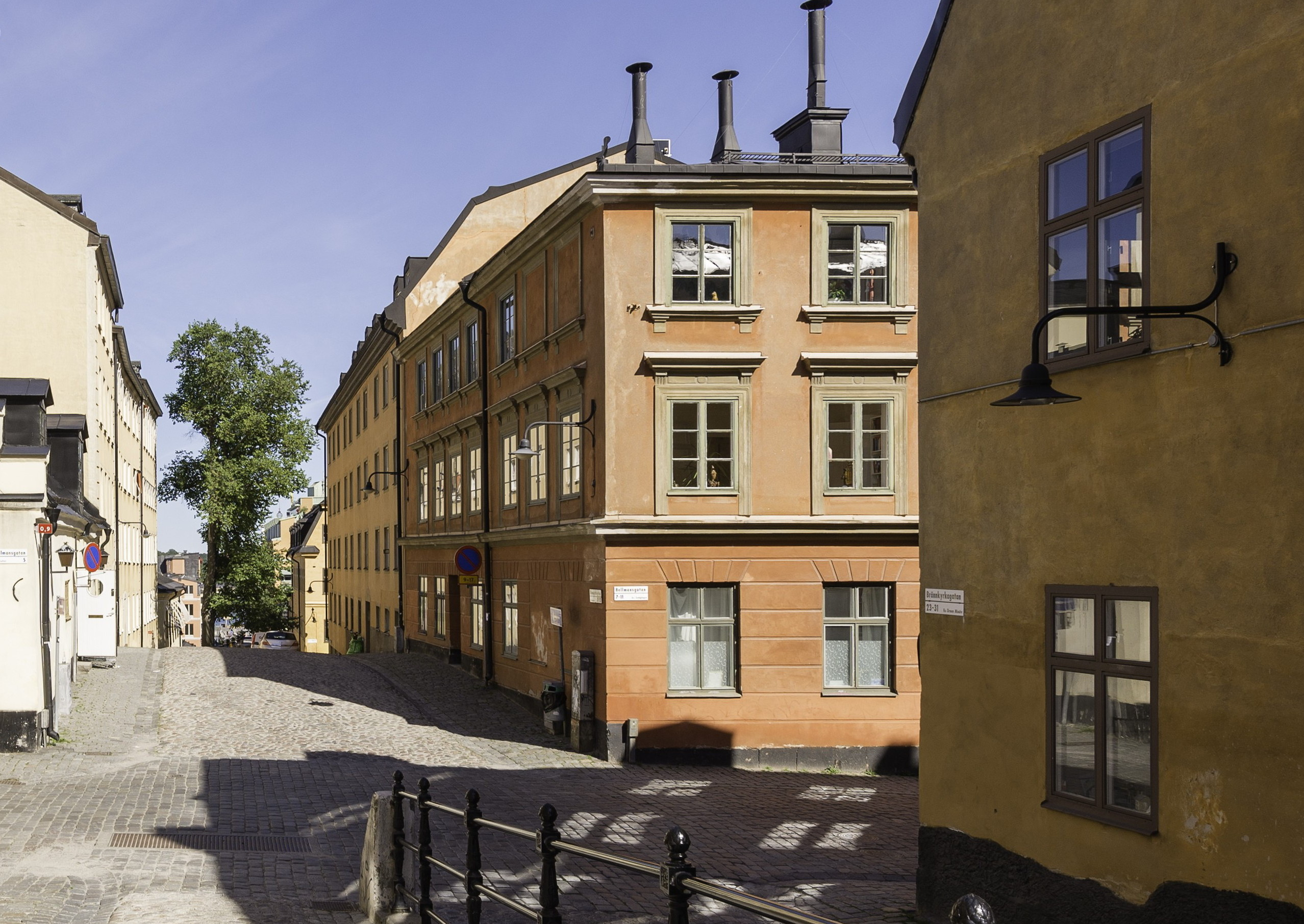
Brännkyrkagatan 21–19.